# 楊縉 (成化進士)
楊縉（1451年—?），字廷紳，山西平陽府解州聞喜縣人，軍籍，明朝政治人物。進士出身。

## 生平
早年出身縣學生，山西鄉試第十二名。成化十四年（1478年）戊戌科會試第三百三十三名，殿試登進士第三甲第七十九名。授桐城县知县，焯升監察御史，丁憂歸，服闋，弘治六年（1493年）閏五月復除湖廣道，十一年正月升陕西按察司副使，于漢中府等处撫民。

## 家族
曾祖父楊恕。祖父楊定郁。父亲楊斌。母任氏。具慶下。兄純、綸、繪。娶张氏，繼娶孟氏。